# Franjo Mokrović
Franjo Mokrović (Brdovec, 19. srpnja 1905. – Zagreb, 25. srpnja 1994.) bio je zagrebački dogradonačelnik.

## Životopis
Rođen je 19. srpnja 1905. u Kraju Gornjem kraj Brdovca. Završio je srednju tehničku školu 1926. godine. Tri godine nakon položio je ispit za ovlaštenog graditelja. Do 1932. bio je namješten u zagrebačkim građevinskim poduzećima, a nakon toga započinje samostalan rad. Za vrijeme diktature u Kraljevini Jugoslaviji kao jedan od vodećih ljudi u „Društvu hrvatskih Zagoraca” bio je proganjan. Konačno ga je Državni sud za zaštitu države 1934. osudio na šest mjeseci strogog zatvora.
Mokrović je 1942. postao dosavezni povjerenik za građevinsku struku u Savezu hrvatskih obrtnika, 1943. tabornik Tabora I. u Zagrebu te 13. lipnja 1944. postaje zamjenik savezničara Saveza obrnika. Dana 18. kolovoza 1944. izabran je za donačelnika grada Zagreba u mandatu Eugena Starešinića. Pred kraj rata povukao se u Italiju, a u Jugoslaviji je u odsutnosti osuđen na smrt. Britanske vojne vlasti uhitile su ga 1947. godine u Trstu te ga naredne godine izručile. Na ponovljenom je suđenju osuđen na 11 godina zatvora, a kazna mu je kasnije povećana na 13 godina koje je izdržavao u Staroj Gradiški i Srijemskoj Mitrovici. Umro je u Zagrebu 25. srpnja 1994. godine.

### Članci
- Lipovac, Marijan. 2017. „Ustaška demokracija“ – izbor načelnika, donačelnika i gradskog zastupstva grada Zagreba 1944. godine. Zbornik Janković. Ogranak Matice hrvatske u Daruvaru. Daruvar. 2 (2): 228–251